# Фермата
Ферма́та (итал. fermata — «остановка», «задержка») — знак музыкальной нотации, предписывающий исполнителю увеличить по своему усмотрению длительность ноты, обычно в 1,5-2 раза, но возможно и более (особенно если фермата заключительная) вплоть до «пока не растает звук».

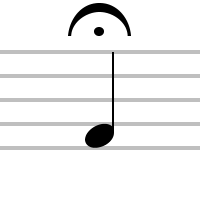
Фермата над нотой

Продление ноты или паузы ферматой, однако, принято считать обратно пропорциональным номинальной длительности ноты: если сама нота достаточно длинная, фермата зачастую означает не продление указанной ноты, а то, что эту ноту можно сократить. Знак, как правило, ставится, в зависимости от расположения, над или под нотой или паузой. 
В партитурах и вообще в многоголосной музыке фермата выставляется во всех голосах одновременно. Фермата помещается иногда и над тактовой чертой, образуя нечто вроде звучащей люфтпаузы.